# جرجس الجوهري
جرجس الجوهري (القبطية:ⲅⲉⲱⲣⲅⲓⲟⲥ ⲉⲗϫⲁⲟϩⲁⲣⲓ)، كان وزير المالية القبطي المصري ورئيس أرشون الأقباط في 1795-1801 في عهد السلطان مراد بك سلطان الدولة المملوكية، كما شغل منصب المشرف العام على مصر أثناء الإدارة الفرنسية.

## حياته
ورث جرجس لقبه من أخيه إبراهيم الجوهري بعد وفاته عام 1795. ويمكن وصف منصبه بـ "السماحة الرمادية" التي التقت بين يديه كل خيوط الإدارة المصرية.
بعد غزو نابليون لمصر، تعاون الجوهري مع الفرنسيين وحصل على منصب المشرف العام على مصر. وشملت واجباته تحصيل الضرائب وتزويد الجيش الفرنسي بالإمدادات الأساسية.
أثناء ثورة القاهرة، أضرمت النار في منزل الجوهري وكاد أن يُقتل، لكن القوات الفرنسية أنقذته. ومع ذلك، بعد قمع الثورة، تم استبداله بجنرال قبطي آخر وهو يعقوب بن حنة. ومع إعادة تنظيم الإدارة المالية، تم إعفاء الجوهري من مسؤولية تحصيل الإيرادات العامة التي أعطيت لرجل فرنسي يدعى إستيف. ومع ذلك، استمر في العمل كواحد من المراقبين العامين الإقليميين الخمسة الرائدين.
كان الدافع وراء استعداد الجوهري لدعم الفرنسيين هو الاعتقاد بأن المجتمع القبطي سيكون له مستقبل أفضل في ظل حكومة مسيحية منه في ظل الحكم الإسلامي. وبالفعل، وافق نابليون على بعض طلباته المتعلقة بوضع أهل الذمة على الفور، تحسبًا لكسب المزيد من الدعم القبطي.
بعد رحيل الفرنسيين عام 1801 قرر الهجرة إلى فرنسا لكنه عاد بعد ذلك إلى مصر وحظي بدعم الوالي العثماني خسرو محمد باشا.
في عهد محمد علي، الذي استولى على السلطة في القاهرة في يوليو 1805، واجه الجوهري العار واضطر إلى الفرار إلى المماليك في صعيد مصر. وبعد أربع سنوات من المنفى، تم العفو عنه.
بعد عشرة أشهر من عودته إلى القاهرة، مرض وتوفي في سبتمبر 1810.